# Greetham
Greetham är en ort och civil parish i Storbritannien.   Den ligger i grevskapet och kommunen Rutland och riksdelen England, i den sydöstra delen av landet, 140 km norr om huvudstaden London. Greetham ligger 115 meter över havet och antalet invånare är 609.
Terrängen runt Greetham är platt. Runt Greetham är det ganska tätbefolkat, med 90 invånare per kvadratkilometer. Närmaste större samhälle är Wymondham, 8,6 km nordväst om Greetham. Trakten runt Greetham består till största delen av jordbruksmark.